# Sidarata
Sidarata is een bestuurslaag in het regentschap Banjarnegara van de provincie Midden-Java, Indonesië. Sidarata telt 3787 inwoners (volkstelling 2010).